# Steve Grivnow
Steve Grivnow (Castle Shannon, 25 febbraio 1922 – Pittsburgh, 30 novembre 1969) è stato un calciatore statunitense, di ruolo centrocampista.

## Carriera

### Club
Ha sempre giocato nel campionato statunitense.

### Nazionale
Ha partecipato alle Olimpiadi del 1948.